# Triadocidaridae
De Triadocidaridae zijn een familie van uitgestorven zee-egels uit de orde Cidaroida.

## Geslachten
- Levicidaris Kier, 1977 †
- Megaporocidaris Kier, 1977 †
- Mikrocidaris Döderlein, 1887 †
- Parvicidaris Smith, 1994 †
- Triadocidaris Döderlein, 1887 †
- Vinchuscanchaia Smith, 1994 †
- Zardinechinus Kier, 1977 †